# Iglesia de Santa Catalina (Romangordo)
La iglesia de Santa Catalina es un templo católico de la localidad española de Romangordo, en la provincia de Cáceres. El edificio, cuya construcción habría comenzado en los siglos XIII-XIV, cuenta con el estatus de bien de interés cultural.

## Historia
Aunque la fecha de su primera edificación resulta incierta, sería posible vincular el origen del templo parroquial dedicado a santa Catalina en Romangordo a la etapa de repoblaciones que tienen lugar en la zona en el siglo XIV, por iniciativa del concejo de Plasencia, quien convirtió las tierras de realengo en señorío, donando la mitad de la llamada Campana de Albalat, en la que se incluía a Romangordo, a su mayordomo Diego García, y la otra mitad a su notario Fernán Gómez. En 1528, ya hay referencias a que Romangordo cuenta con 83 vecinos. El análisis del edificio sugiere que fue ejecutado en varias fases.
De la primera fase de construcción del templo serían testimonio la desviada fachada de los pies de la iglesia, que define un eje distinto orientado al sureste, así como la torre en su arranque y la portada contigua, hoy cegada (siglos XIII-XIV). A la segunda etapa de la construcción corresponderían lo esencial de la construcción actual así como las portadas laterales y parte de la sillería asociada. El edificio en ese momento era posiblemente más corto que el que se ve hoy día, con su cabecera próxima al tramo de nave anterior al presbiterio actual (siglo XV). En una tercera fase se habrían consolidado la planta y altura actuales, recreciendo las fachadas laterales y, coincidentemente o en un momento posterior, se prolongaría el presbiterio actual y se añadiría la sacristía. Es posible que se produjera el aumento de altura de la torre campanario. También de este momento es el artesonado mudéjar (finales del siglo XV-principios del siglo XVI).
Con posterioridad a estas fases, se actuó en la iglesia, en 1631, como atestigua el escudo de la Orden Pasionista en lo alto del hastial a los pies. Ya en el siglo XX, hacia 1947, se produjo una reforma que cambió de sitio algunos retablos y elevó el suelo del presbiterio nivelándolo con el altar y la sacristía. En el año 1960, se renovó el tejado, sustituyendo vigas partidas y tablas del artesonado. Una obra, en la década de 1980, suprimió la plataforma natural a los pies del edificio, rebajando el terreno hasta descalzar la fachada oeste, y también se eliminó el denominado «calaveral» (osario) en la fachada meridional a los pies de la iglesia, permaneciendo un arranque de muro a modo de desfigurado contrafuerte. Por último, la Junta de Extremadura llevó a cabo una rehabilitación general del edificio en dos fases en los años 1990.
El 12 de marzo de 2020 fue declarada Bien de Interés Cultural, con la categoría de Monumento, mediante un decreto publicado el 29 de mayo de ese mismo año en el Boletín Oficial del Estado.

## Descripción

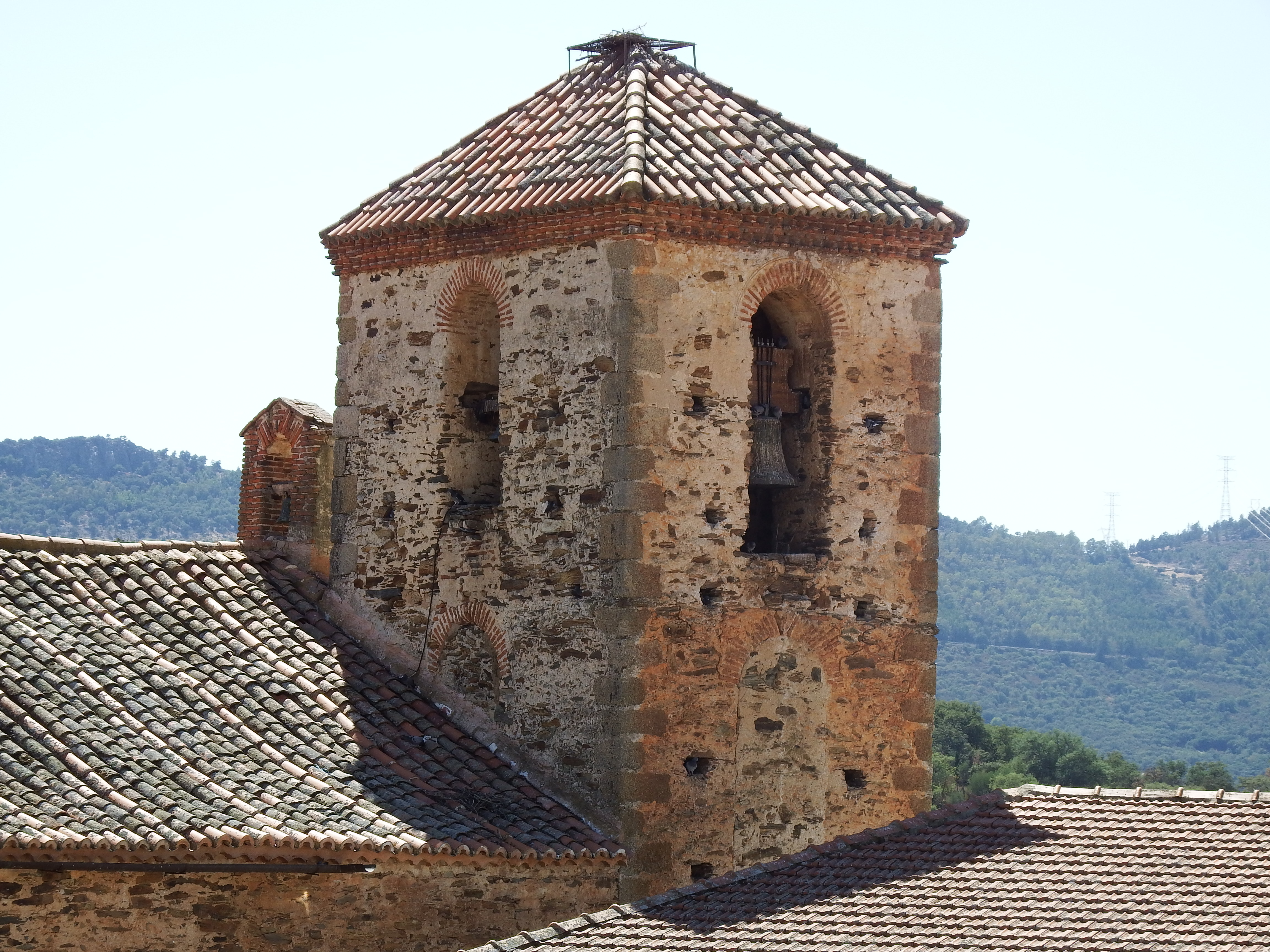
Vista de la torre campanario

La construcción está realizada a base de mampostería de piedra local (pizarra), con refuerzos de cantería de granito en esquinas, contrafuertes y vanos. El ladrillo está presente en la rosca de algunos arcos y el remate en la torre campanario. La cubierta está acabada en teja cerámica curva de tipo árabe. En el exterior, de apariencia modesta, la fábrica de los muros aparece visible, al haber perdido el revoco original de mortero de cal. Las ventanas son escasas y sencillas. Se accede al interior por medio de tres portadas sencillas de cantería de granito, una a cada lado, con arco de medio punto, sobre impostas molduradas. Y la tercera, a los pies, también de medio punto, está cegada. La continuidad del muro se rompe con contrafuertes de cantería que corresponden al refuerzo de los arcos fajones interiores. El campanario es de un solo cuerpo, recrecido, de dieciséis metros de altura; en él se aprecian vanos cegados de una primera fase constructiva y dos campaneros de medio punto; el remate es muy simple, con forma piramidal achaparrada.

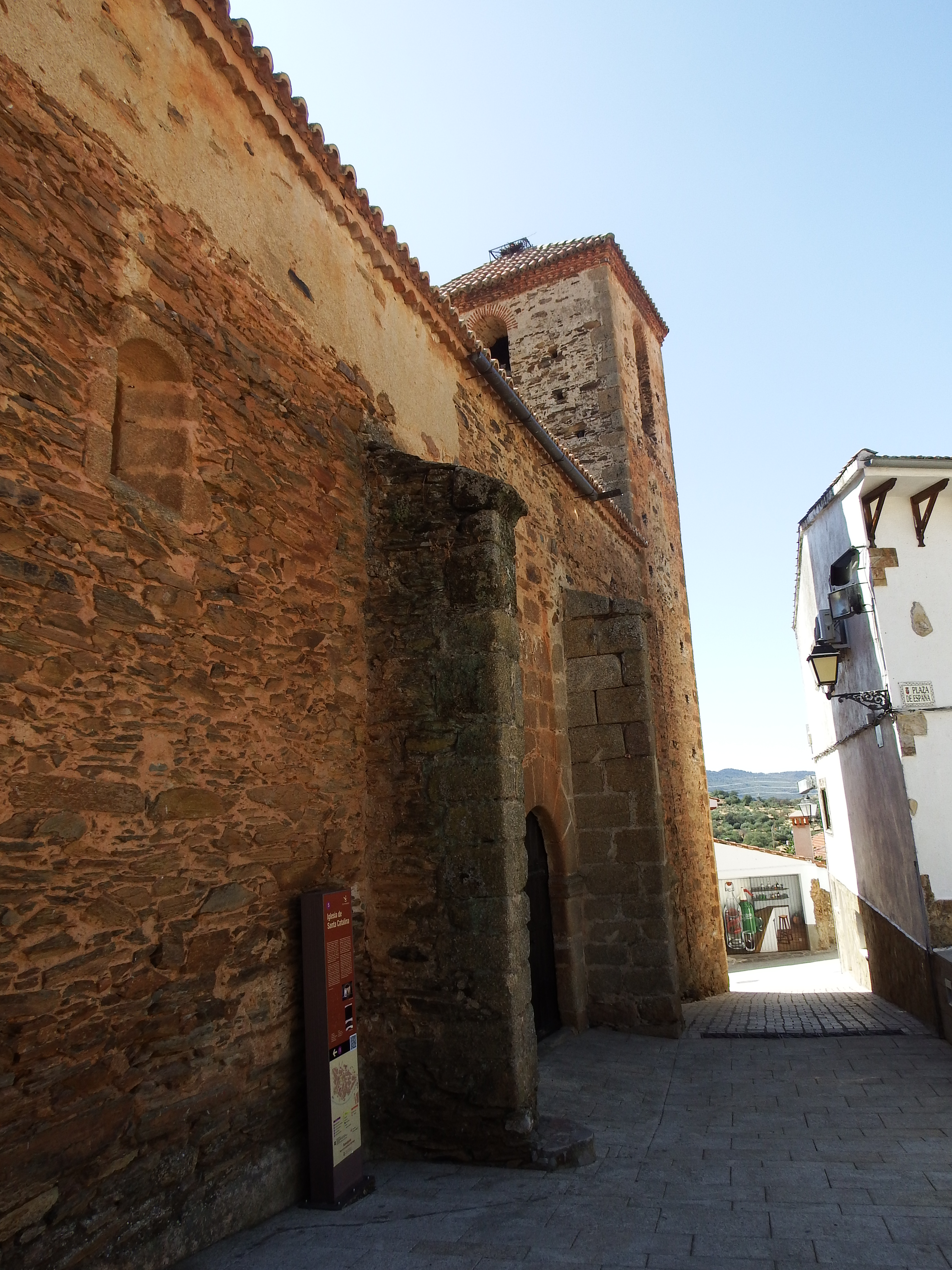
Una de las fachadas del templo

Presenta en su interior una única nave, con cuatro tramos separados por grandes arcos de medio punto, rebajado sobre pilastras salientes, que sustentan la cubierta formada con artesonado mudéjar de otros cuatro paños. El presbiterio, de planta ochavada, es ligeramente más estrecho que la nave, y a él se adosa una sacristía de planta rectangular en el lado norte. A los pies, la torre campanario, también se alza en la esquina noroeste. El coro se sitúa a los pies del templo, sobre estructura de madera, con un pilar central del mismo material.
La techumbre artesonada, conservada íntegramente, es sin duda uno de los ejemplos más destacados del estilo mudéjar en Extremadura. El tramo del presbiterio lo forma una armadura de ocho faldones, unidos por limas bordón que convergen en el harneruelo octogonal del que pende un mocárabe en forma de piña. Los cuatro tramos restantes de la nave se cubren con artesonado ochavado de limas moamares. El tramo más destacado es el que limita con el presbiterio, ataujerado (ornamentado a base de lazo de doce rodeado de cuatro ruedas de nueve, sistema único en el mudéjar extremeño), con una riquísima labor de lacería que cubre tanto los cuatro faldones como el harneruelo. Los últimos dos tramos de artesonado son ochavados y llanos, con limas mohamares, con estrellas de ocho puntas en el harneruelo de cuyo centro pende una piña octogonal.
En el interior cabe señalar la presencia de algunos restos de revestimientos con variada decoración geométrica, esgrafiada, y fragmentos de un frente de altar, desaparecido, de azulejería talaverana. Asimismo, la pila bautismal, de cantería de granito monolítica, semiesférica, gallonada, se ubica a los pies, en el lado de la Epístola; y la pila de agua bendita, adosada.